# Södermanlands runinskrifter 265
Runinskrift Sö 265 är en runsten i Högsta, Österhaninge socken och Haninge kommun på Södertörn. 

## Stenen
Stenen står på den plats där den påträffades i mitten av 1800-talet, i en åkerslänt strax söder om gårdens huvudbyggnad och strax nära ån. Man kan anta att den varit en brosten som stått intill en forntida broanläggning över ån på sprickdalens botten. En stenkista efter ett förmodat brofäste har hittats helt nära i åkerleran.

## Inskriften
Translitterering av runraden:
ka-i · raisti · stain : at : osur : sun : sin : auk : at : ulf
Normalisering till runsvenska:
Ga[s]i(?) ræisti stæin at Assur, sun sinn, ok at Ulf.
Översättning till nusvenska:
(Gåse) reste stenen efter Assur, sin son, och efter Ulf.

## Ornamentiken
Bildmotivet är enkelt med en glosögd runorm vars svans och hals korsar varandra i bildytans nedre del, ovanför är ett flätat kors. Ormens nos har liknande nosflikar som Sö 266 i grannbyn Sanda, varmed ristaren torde vara densamme, nämligen Asbjörn. Runorna är ovanligt stora och tydliga.